# Marano Ticino
Marano Ticino là một đô thị ở tỉnh Novara ở vùng Piedmont của Ý, tọa lạc cách 100 km về phía đông bắc của Torino và khoảng 20 km về phía bắc của Novara. Tại thời điểm ngày 31 tháng 12 năm 2004, đô thị này có dân số 1.524 người và diện tích là 7,8 km².
Marano Ticino giáp các đô thị: Divignano, Mezzomerico, Oleggio, Pombia, và Vizzola Ticino.